# الحالومة (طقس)
الحالومة أو الحالوميّة هو طقس يشبه الاستخارة ويهدف إلى رؤية موضوع حلم محدد، إما بغرض العلاج أو لمحاولة حل مشكلة ما أو تلقي وحي مقدس إو استخارة إلهية.
أقدم شواهد ممارسة طقس الحالومة في الشرق الأدنى القديم تعود إلى ملوك وحكّام بلاد الرافدين، مثل قيام الملك السومري جوديا قبل بناء معبد نينجيرسو (في القرن 22 أو 23 قبل الميلاد)، وتشير المصادر الإسلامية إلى قيام الملك اليمني "أسعد الكامل" بكسوة الكعبة بعد توجيه وحي جاءه في رؤيا منام. وبحسب الباحث رانبرج فإن السؤال عن زمن انتشار طقس الحالومة وكيفيته بين شعوب الشرق القديم وسؤال ما إذا كان طقسًا أصيلًا أم تلقفوه عن غيرهم، يظل سؤالًا مفتوحًا، إلا أن هناك أدلة تشير إلى أن الحثيين تحديدًا انتقل إليهم من بلاد الرافدين، ولم تعرف مصر الدقيمة طقس الحالومة في تاريخها الطويل حتى العصر البطلمي (305-30 ق.م) وإن كانت دراسات حديثة ترجعه إلى فترة أقدم، أما اليونان فمن الواضح أنه انتقل إليهم عن حضارات الشرق الأدنى القديم، وبحلول نهاية العصر الهلنستي كان طقس الحالومة راسخًا وشائعًا أيما شيوع في العالم اليوناني، وعادة ما كان مرتبطًا بطلب الشفاء عند إله الطب أسكليبيوس.

### التسمية
وصف ابن خلدون هذه الممارسة باسم عربي هو الحالومة، محيلاً إلى كتاب "غاية الحكيم" لمسلمة المجريطي الذي يذكرها باسم "روحانية الطباع التام"، إذ يقول ابن خلدون: "وقد وقع في كتاب الغاية وغيره من كتب أهل الرّياضيّات ذِكر أسماء تُذكر عند النّوم فتكوّن عنها الرّؤيا فيما يتشوّف إليه ويسمّونها الحالوميّة وذكر منها مسلمة في كتاب الغاية حالومة سمّاها حالومة ‌الطّبّاع ‌التّامّ وهو أن يقال عند النّوم بعد فراغ السّرّ وصحّة التّوجّه هذه الكلمات الأعجميّة".

## في اليمن القديم
يعد طقس الحالومة أو رؤية الأحلام، أحد أشيع الطقوس في دين اليمن القديم قبل الإسلام، لغرض التواصل مع الآلهة والإفاء بالنذور والعلاج، فقد كانت هذه الممارسة تُعرف في النقوش السبئية بلفظ "ت ح ر ب" (التَحَرُّب)، وتتم في حُجرة مقدسة تسمى المِحراب، وهو مصطلح دخل في الثقافة الإسلامية بمعنى نتوء في منتصف جدار المسجد الأمامي المواجه للقبلة. ويعد أفضل شاهد محفوظ للحالومة في النقش Nāmī NAG 12 الذي يحكي ممارسة الملك شعر أوتر للحالومة، من خلال شخص (ربما كاهن) يدعى "حَـيّـو بن غُـثـرُبـان".

## في الثقافة الإسلامية
لا توجد شواهد صريحة عن ممارسة الحالومة في المصادر الإسلامية المبكرة، وإن كانت أقرب ممارسة إسلامية شبيهة بها هي صلاة الاستخارة، التي يرى باحثون أنها متعلقة بطقس الحالومة. لعبت الأحلام دورًا هامًا عند المسلمين في القرون الوسطى. وهناك إشارات غامضة إلى معرفة المسلمين بطقس الحالومة، حيث أورد الكسائي قصة ربما تشير إلى "حالومة" عن كاهن أصنام:

## وصف حديث
في دراسة أجريت في كلية الطب بجامعة هارفارد، طلبت الدكتورة ديردري باريت من طلابها التركيز على مشكلة ما، مثل واجب منزلي لم يتم حله أو مشكلة موضوعية أخرى، قبل النوم كل ليلة لمدة أسبوع. ووجدت أنه من الممكن التوصل إلى حلول جديدة في الأحلام كانت مرضية للحالم وتم تصنيفها على أنها حل موضوعي للمشكلة من قبل مراقب خارجي. وكان لدى ثلثي المشاركين في دراستها أحلام تناولت المشكلة التي اختاروها، وتوصل الثلث إلى حلّ معين في أحلامهم. وقد وجدت دراسات أخرى أن هذا النوع من الحالومة قبل النوم فعال في حل المشكلات ذات الطبيعة الشخصية الأكثر ذاتية. في كتاب باريت لجنة النوم ، تصف دراستها فنانين وعلماء تلقوا إلهاماً في أحلامهم. وفي حين أن معظم هذه الأحلام حدثت بشكل عفوي، إلا أن نسبة صغيرة من المشاركين اكتشفوا أنواعاً شعبية من الحالومة من تلقاء أنفسهم. وأفادوا أنهم استوحوا اقتراحات ناجحة قبل النوم لكل شيء.. بدءًا من رؤية الأعمال الفنية في أحلامهم مروراً بتطوير حبكات أو شخصيات لرواية، وصولاً إلى مطالبة الأحلام بحل مشاكل الحوسبة والتصميم الميكانيكي.